# فهرست وابسته‌های دیپلماتیک کامرون

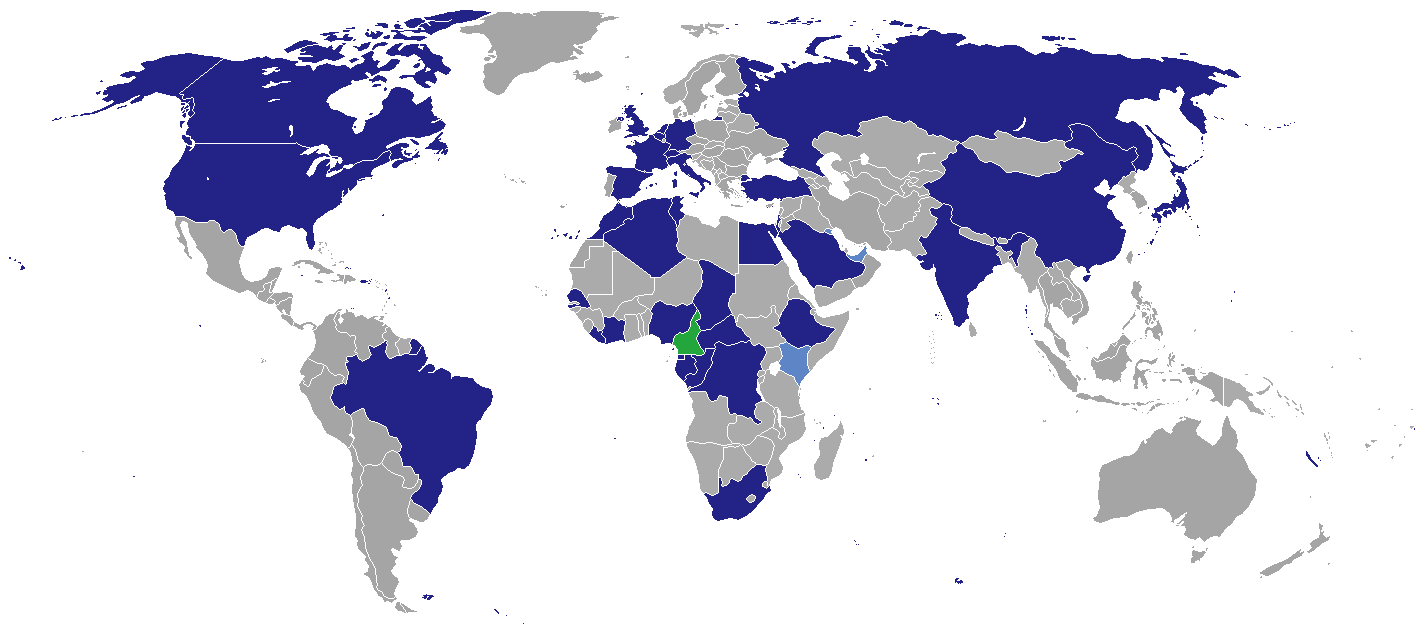
نقشه کشورهای دربردارنده سفارتخانه کامرون:
کامرون
سفارتخانه یا کمیسیون عالی

فهرست سفارت‌های کامرون، فهرستی از مراکز سفارتخانه و کنسولگری کشور کامرون در سراسر جهان است.
کامرون در سال‌های اخیر، ارتباط دیپلماتیک خود را با کشورهای همسایه و دیگر کشورهای جهان از جمله؛ فرانسه، ایالات متحده آمریکا، روسیه و چین گسترش داده است.

## آسیا

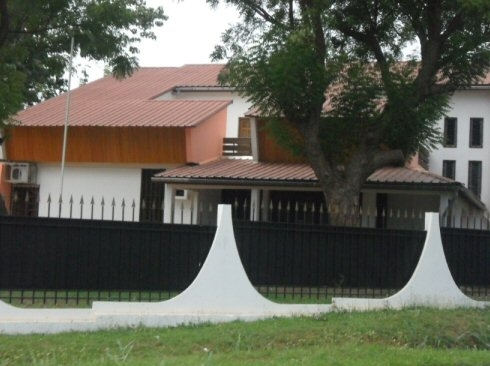
سفارتخانه کامرون در بانگوئی

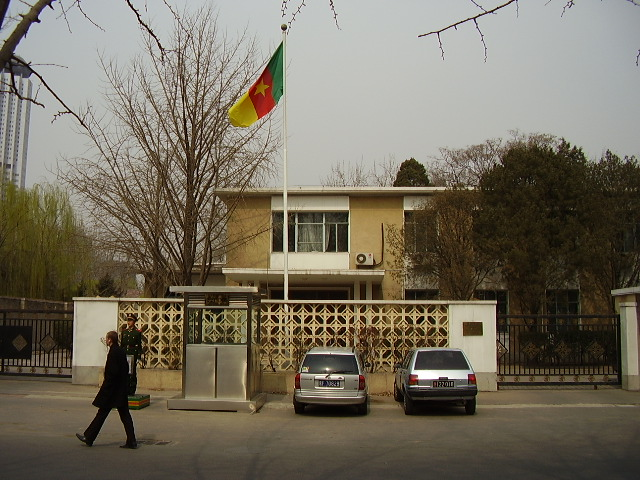
سفارتخانه کامرون در پکن

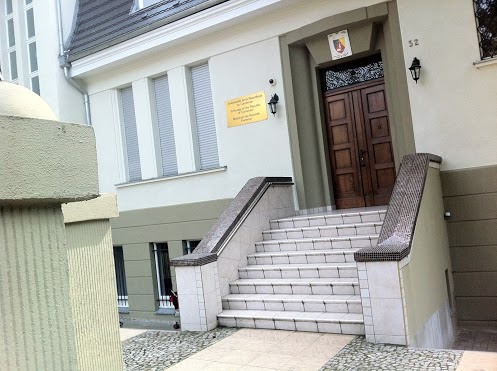
سفارتخانه کامرون در برلین

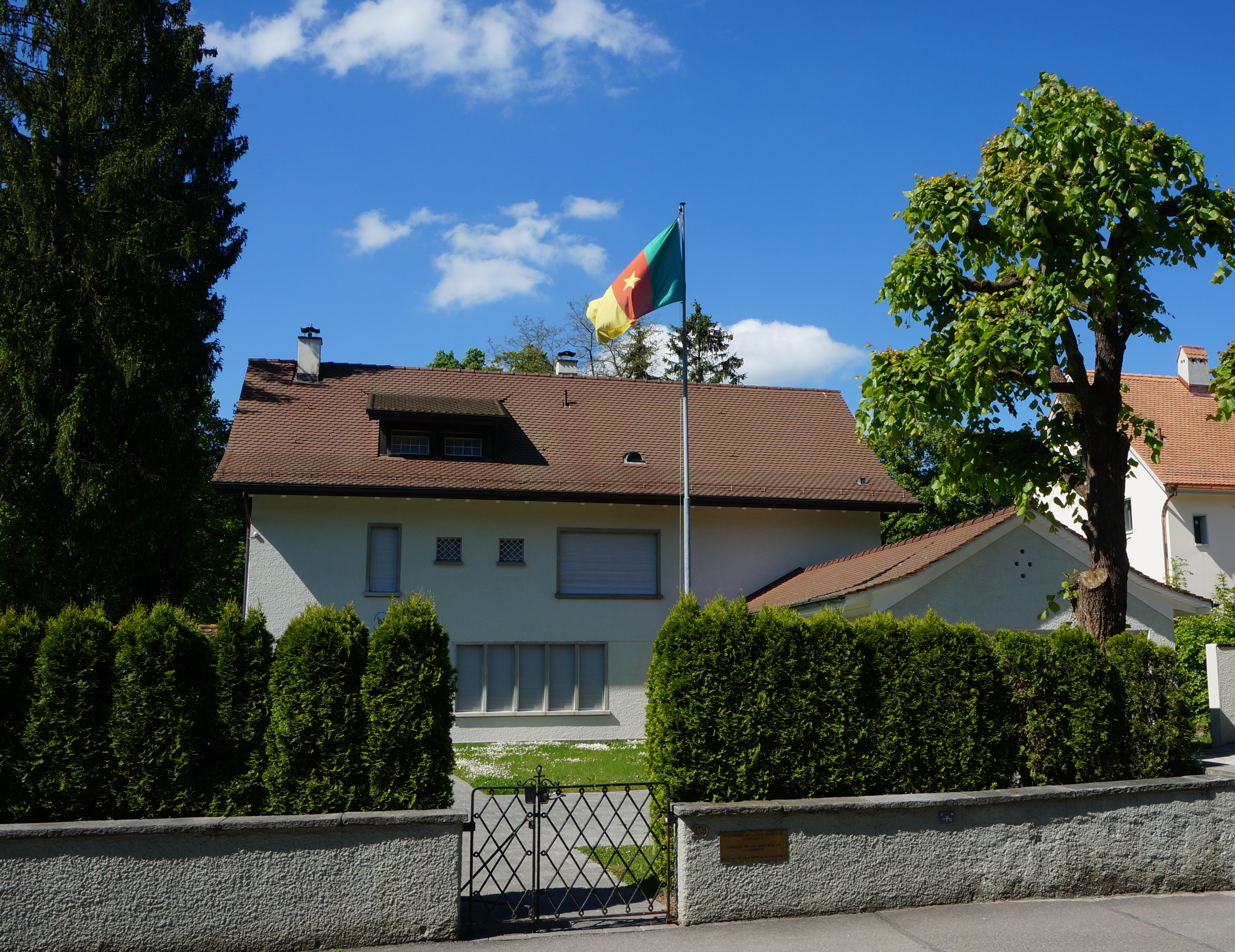
سفارتخانه کامرون در برن

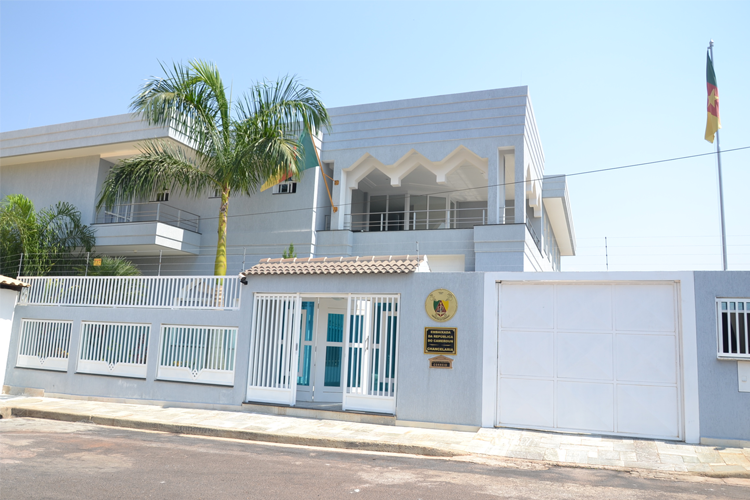
سفارتخانه کامرون در برازیلیا

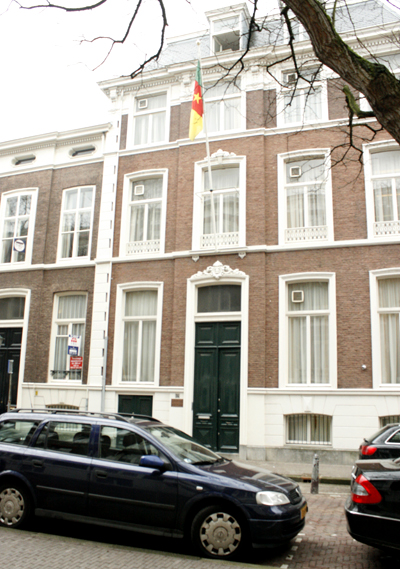
سفارتخانه کامرون در لاهه

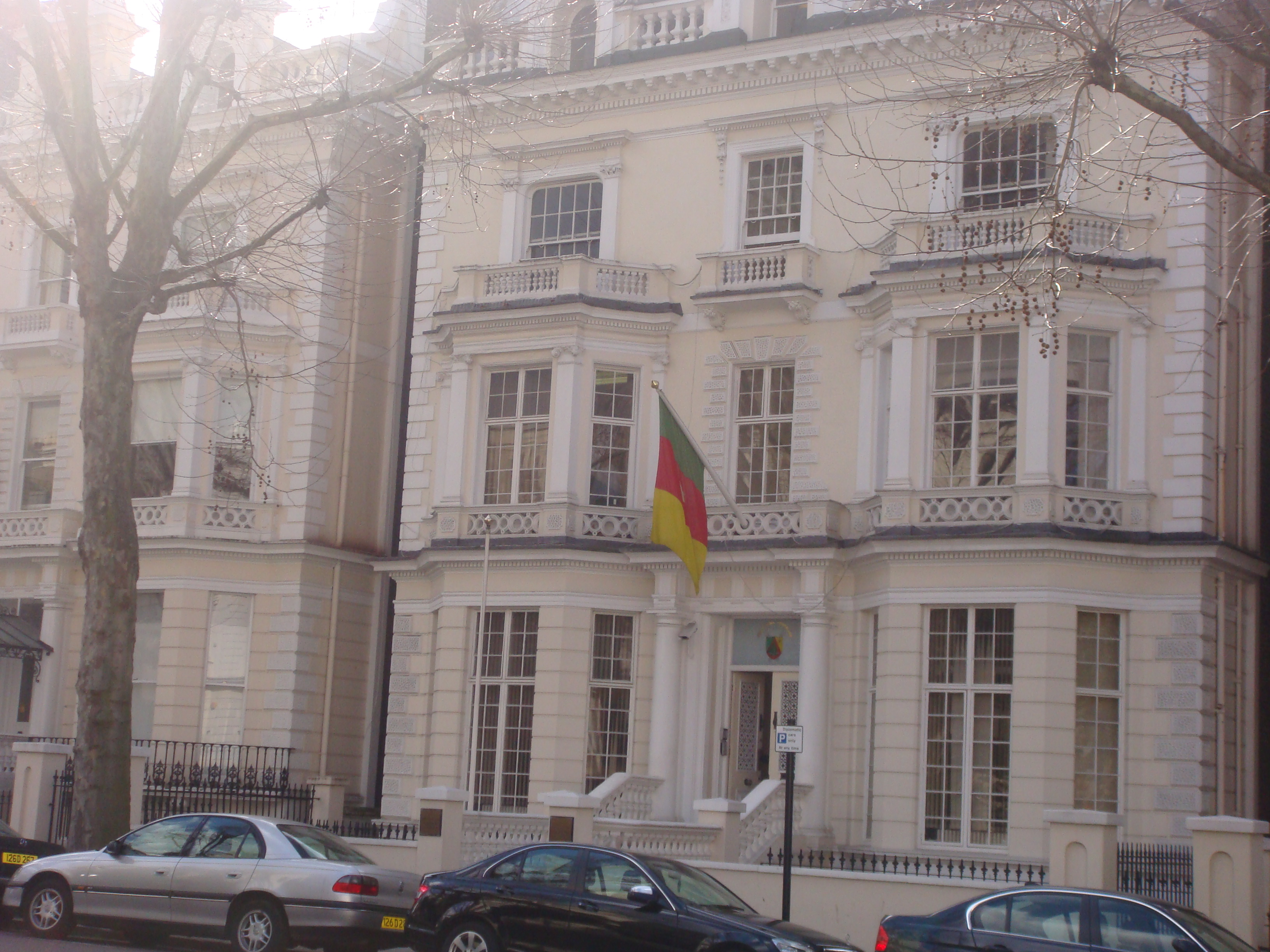
کمیسیون عالی کامرون در لندن

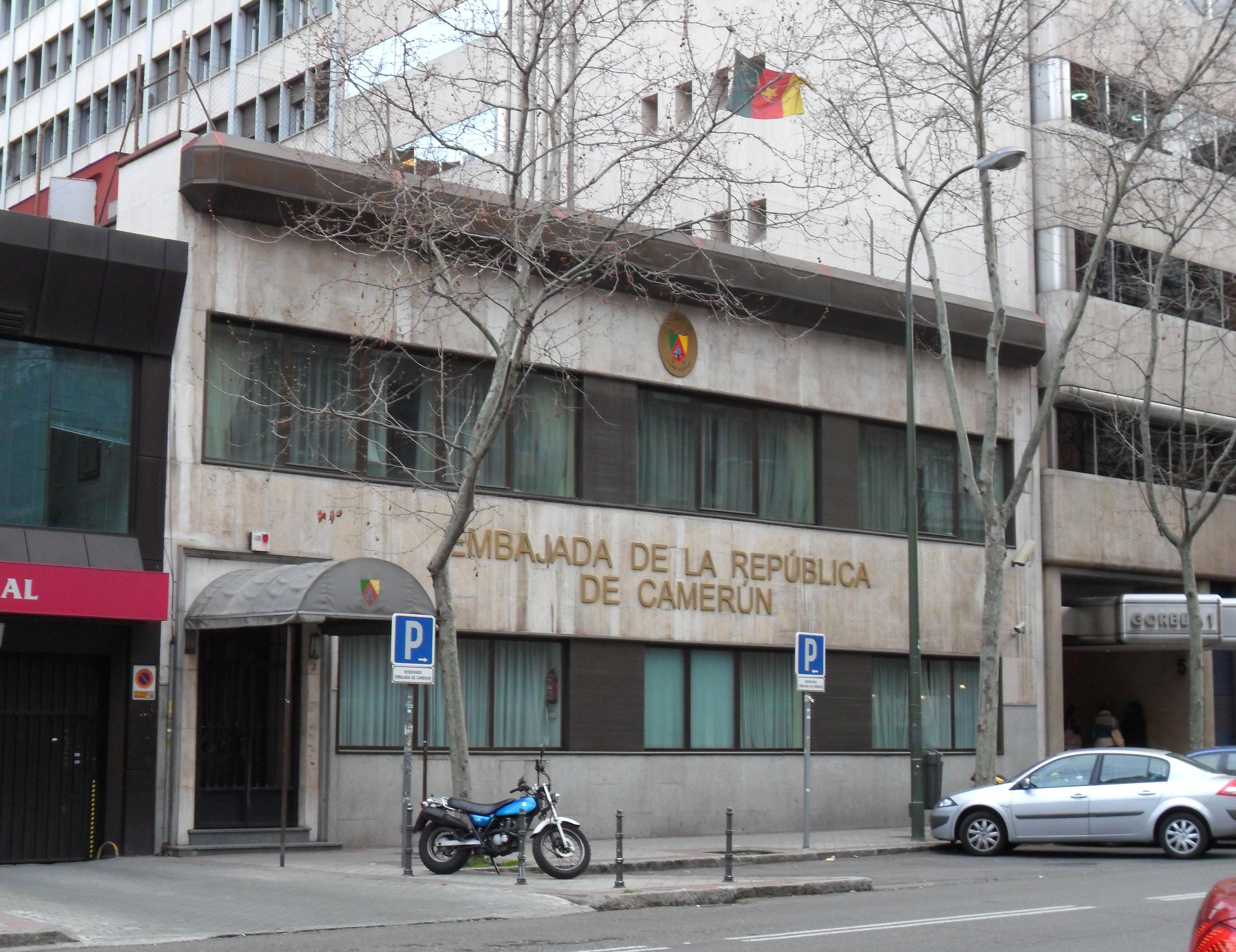
سفارتخانه کامرون در مادرید

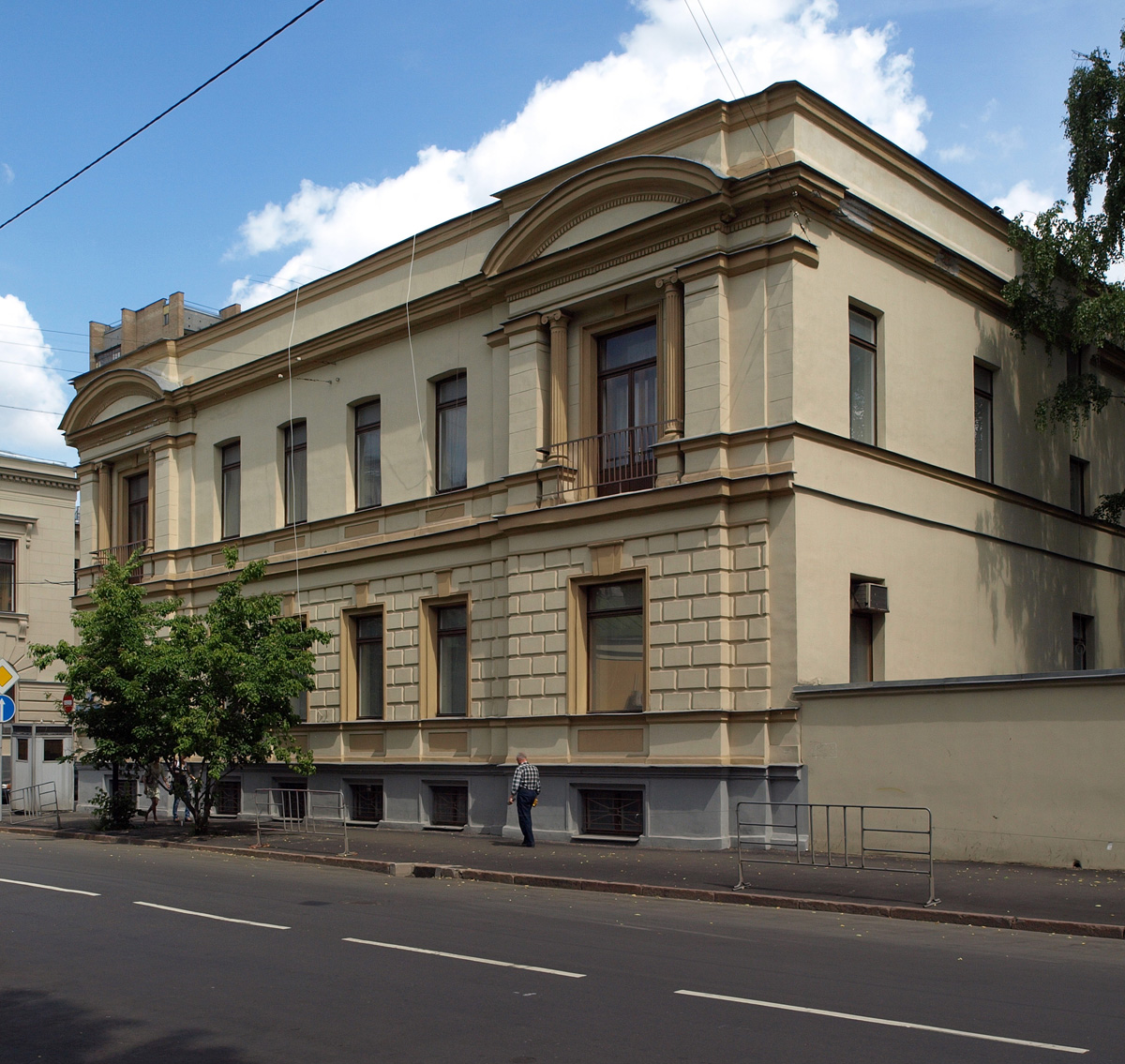
سفارتخانه کامرون در مسکو

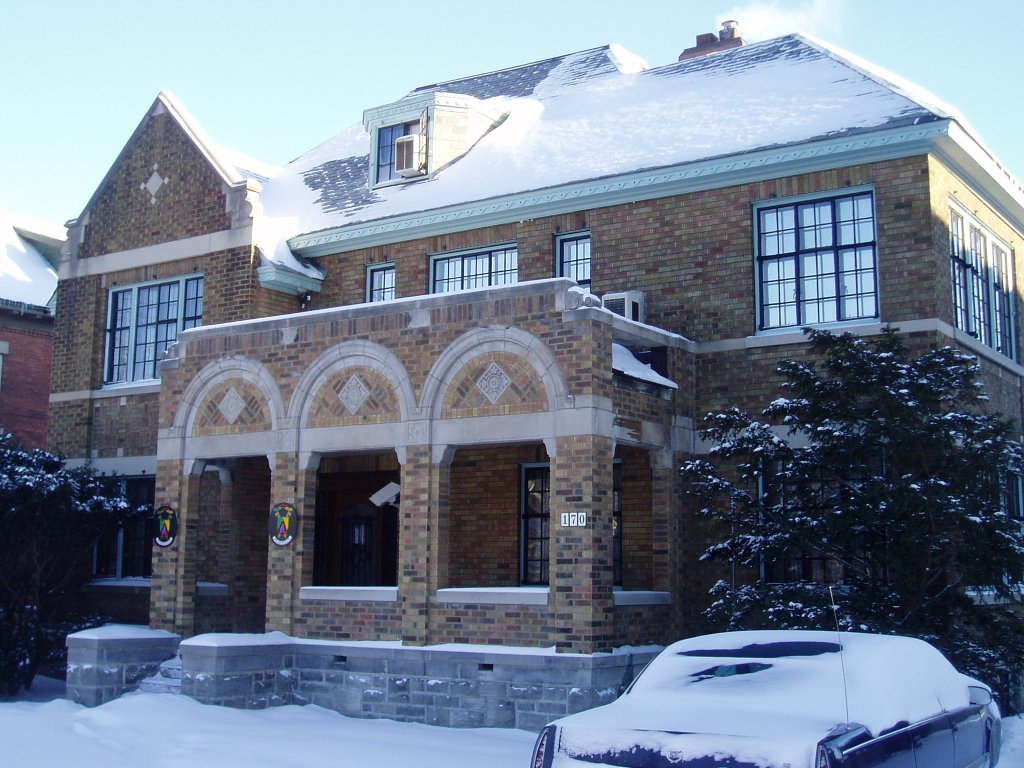
کمیسیون عالی کامرون در اتاوا

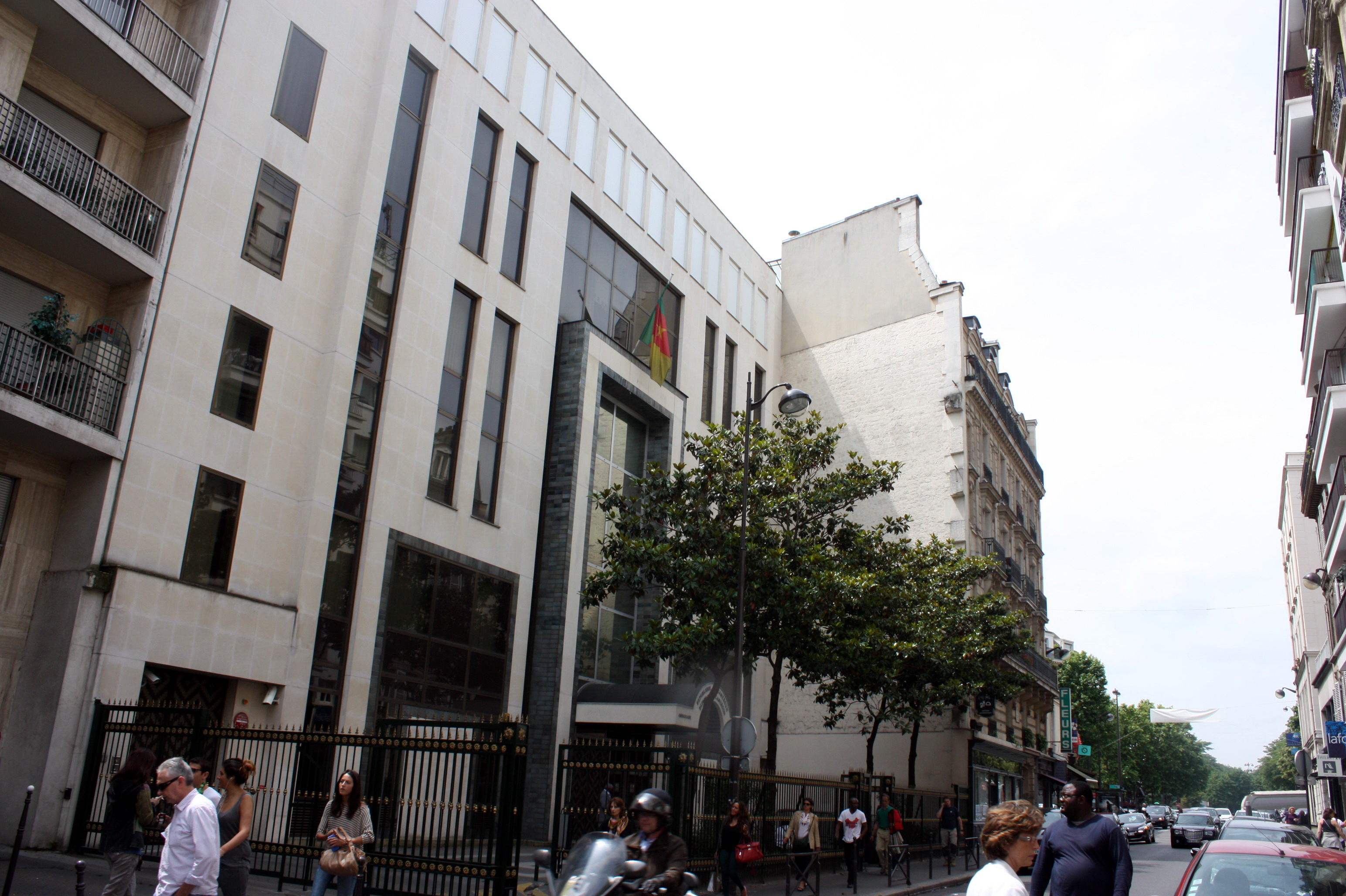
سفارتخانه کامرون در پاریس

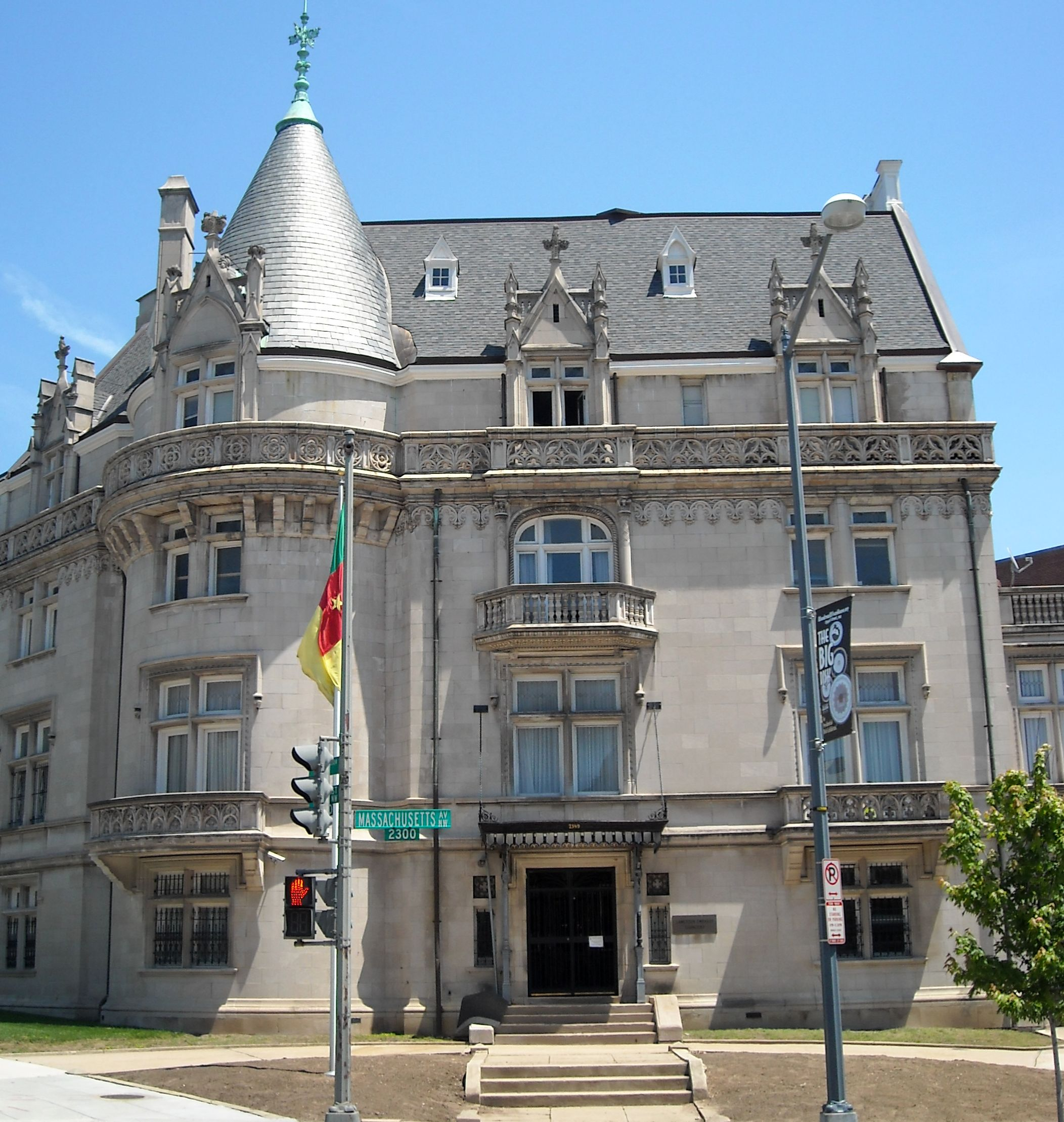
سفارتخانه کامرون در واشنگتن دی سی

- چین
  - پکن (سفارت)
- اسرائیل
  - تل آویو (سفارت)
- ژاپن
  - توکیو (سفارت)
- عربستان سعودی
  - ریاض (سفارت)
  - جده (سرکنسولگری)

## آفریقا
- الجزایر
  - الجزیره (سفارت)
- جمهوری آفریقای مرکزی
  - بانگوئی (سفارت)
  - Bouar (کنسولگری)
- چاد
  - انجامنا (سفارت)
- جمهوری کنگو
  - برازاویل (سفارت)
- جمهوری دموکراتیک کنگو
  - کینشاسا (سفارت)
- ساحل عاج
  - ابیجان (سفارت)
- مصر
  - قاهره (سفارت)
- گینه استوایی
  - مالابو (سفارت)
  - Bata (کنسولگری)
- اتیوپی
  - آدیس آبابا (سفارت)
- گابن
  - لیبرویل (سفارت)
- لیبریا
  - مونروویا (سفارت)
- مراکش
  - رباط (سفارت)
- نیجریه
  - ابوجا (کمیسیون عالی)
  - کالابار (کنسولگری)
- سنگال
  - داکار (سفارت)
- آفریقای جنوبی
  - پرتوریا (کمیسیون عالی)
- تونس
  - تونس (سفارت)

## آمریکا
- برزیل
  - برازیلیا (سفارت)
- کانادا
  - اتاوا (کمیسیون عالی)
- ایالات متحده آمریکا
  - واشنگتن دی سی (سفارت)

## اروپا
- بلژیک
  - بروکسل (سفارت)
- فرانسه
  - پاریس (سفارت)
  - مارسی (کنسولگری)
- آلمان
  - برلین (سفارت)
- سریر مقدس
  - واتیکان (سفارت)
- ایتالیا
  - رم (سفارت)
- هلند
  - لاهه (سفارت)
- روسیه
  - مسکو (سفارت)
- اسپانیا
  - مادرید (سفارت)
- سوئیس
  - برن (سفارت)
- بریتانیا
  - لندن (کمیسیون عالی)

## سازمان‌های چندجانبه
- اتحادیه اروپا
  - بروکسل (هیئت به EU)
- سازمان ملل متحد
  - نیویورک سیتی (هیئت اعزامی به سازمان ملل متحد)
  - ژنو (هیئت در سازمان ملل متحد و دیگر سازمان‌های بین‌المللی)
  - رم (نمایندگی دائم به فائو)
  - مونترال (هیئت به OACI)
- یونسکو
  - پاریس (نمایندگی دائم به یونسکو)